# Myzostoma deformator
Myzostoma deformator is een ringworm uit de familie Myzostomatidae.
Myzostoma deformator werd in 1884 voor het eerst wetenschappelijk beschreven door Graff.